# Falcaryus nipponicus
Falcaryus nipponicus är en mångfotingart som beskrevs av Wataru Shinohara 1970. Falcaryus nipponicus ingår i släktet Falcaryus och familjen småjordkrypare. Inga underarter finns listade i Catalogue of Life.